# Главице (Сански Мост)
Главице су насељено мјесто у Босни и Херцеговини, у општини Сански Мост, које административно припада Федерацији Босне и Херцеговине. Према попису становништва из 2013. у насељу је живјело само 28 становника. Сви становници су Срби.

## Становништво
| Демографија | Демографија | Демографија |
| Година      | Становника  | Становника  |
| ----------- | ----------- | ----------- |
| 1961.       | 532         |             |
| 1971.       | 496         |             |
| 1981.       | 417         |             |
| 1991.       | 311         |             |